# Melissa Stribling
Melissa Stribling (Gourock, 7 novembre 1926 – Watford, 22 marzo 1992) è stata un'attrice britannica.

## Biografia
Melissa Stribling fece la sua prima apparizione nel film Wide Boy (1952), ma è principalmente nota per l’interpretazione di Mina Holmwood nel film Dracula il vampiro (1958), che fu un grande successo sia di pubblico che di critica. 
Morì nel 1992 a 65 anni.

## Vita privata
Fu sposata con il regista Basil Dearden, dal quale ebbe due figli, di cui il maggiore, James Dearden, è a sua volta un regista.

## Filmografia

### Cinema
- Wide Boy, regia di Ken Hughes (1952)
- Crow Hollow, regia di Michael McCarthy (1952)
- Ghost Ship, regia di Vernon Sewell (1952)
- Notti del Decamerone (Deacameron Nights), regia di Hugo Fregonese (1953)
- Noose for Lady, regia di Wolf Rilla (1953)
- Thought to Kill - Mary (1954)
- Out of the Clouds, regia di Basil Dearden (1955)
- Behind the Headlines, regia di Charles Saunders (1956)
- Murder Reported - Amanda North (1957)
- Obiettivo Butterfly (The Safecracker), regia di Ray Milland (1958)
- Dracula il vampiro (Dracula), regia di Terence Fisher (1958)
- Un colpo da otto (The League of Gentlemen), regia di Basil Dearden (1960)
- Il complice segreto (The Secret Partner), regia di Basil Dearden (1961)
- ...solo quando rido (Only When I Larf), regia di Basil Dearden (1968)
- Journey into Darkness, regia di Peter Sasdy e James Hill (1968)
- Crucible of Terror, regia di Ted Hooker (1971)
- Confessions of a Window Cleaner, regia di Val Guest (1974)
- Fellings, regia di Gerry O’Hara (1975)
- Paris by Night, regia di David Hare (1988)

### Televisione
- Attenti a quei due (The Persuaders!) – serie TV, episodio 1x05 (1971)
- Sherlock Holmes e il dottor Watson (Sherlock Holmes and Doctor Watson) – serie TV, episodio 1x02 (1979)